# Holsteiner Blut
Holsteiner Blut ist eine Kultursorte des Gemeinen Rhabarbers. Den Namen hat die Sorte von ihren durch einen hohen Anthocyangehalt dunkelrot gefärbten Stielen.

## Herkunft

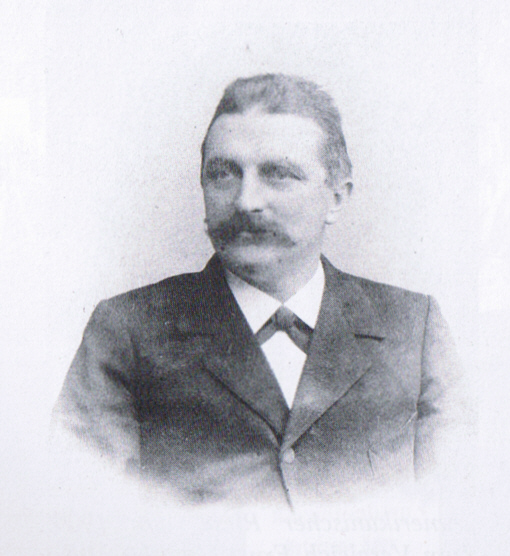
Ernst Ladewig Meyn ist der Züchter der Rhabarbersorte ‘Holsteiner Blut’

Die Sorte ‘Holsteiner Blut’ ist eine Züchtung der 1880 gegründeten Gärtnerei  Ernst-Ladewig Meyn aus Uetersen, die 1918 in den Handel kam. Es handelt sich um eine Kreuzung der Rhabarbersorten ‘Rote Delikatess’ und ‘Amerikanischen Riesen’.
Aufgrund seiner guten Kultur- und Geschmackseigenschaften wird ‘Holsteiner Blut’ bis heute zum Anbau empfohlen und gilt als die bekannteste rotstielige Rhabarbersorte.

## Sorteneigenschaften
Die Rhabarbersorte ‘Holsteiner Blut’ hat blutrot gefärbte Stiele. Die im Vergleich zu anderen Rhabarbersorten eher dünnen Stiele zeigen auf der Rückseite eine ausgeprägte Rippung und haben auf der Innenseite tiefe Rinnen. Das Fruchtfleisch ist grün bis rosa, im unteren Stängelbereich manchmal auch rot gefärbt. Die Rotfärbung geht auf einen hohen Gehalt an Anthocyanen, vor allem Cyanidin-3-rutinosid und Cyanidin-3-glucosid zurück.
Die Blätter haben eine dunkle graugrüne Farbe. Die Blattspreiten sind stark blasig und haben einen auffällig gewellten Rand.
Die Sorte ist eher schwachwüchsig und muss, um einen guten Ertrag zu erzielen, gut gedüngt werden, da sie sonst kümmert. Sie ist widerstandsfähig gegen Frost und hat nur eine geringe Neigung zur Ausbildung von Blüten, die in der Rhabarberkultur unerwünscht sind. Sie eignet sich gut für die Verfrühung der Ernte durch Frühtreiberei.
‚Holsteiner Blut‘ hat einen sehr guten und rhabarber-typischen Geschmack mit einer ausgeprägten Säure, weshalb sie bei Rhabarberverkostungen gut bewertet wurde.